# Stanislav Souček
Stanislav Souček (7. května 1870 Náchod – 30. prosince 1935 Brno) byl český filolog, bohemista a literární historik, v letech 1930–1931 rektor Masarykovy univerzity.

## Život
Narodil se v rodině Františka Součka, podučitele v Náchodě a Marie, rozené Hofmanové. Manželé měli celkem čtyři děti.[zdroj?]
V letech 1881–1888 studoval Souček na gymnáziu v Rychnově nad Kněžnou, potom klasickou filologii a bohemistiku na Karlově univerzitě v Praze. Mezi jeho učiteli byli i Jan Gebauer a Tomáš Garrigue Masaryk. Krátce studoval také ve Vídni, kde roku 1894 složil státní zkoušku v oborech latina a řečtina.
5. srpna 1895 se oženil s Marií Letzlovou, dcerou náchodského hoteliéra. Rodina měla čtyři děti. Roku 1905 promoval v Praze.
Učil na gymnáziích v Hronově, v Olomouci, v Hradci Králové a od roku 1900 v Brně. V roce 1919 vystoupil z římskokatolické církve. Roku 1920 byl jmenován řádným profesorem českého jazyka a literatury na nově založené (dnes Masarykově) univerzitě v Brně. V letech 1920–1921 a 1922–1923 byl zvolen děkanem, v letech 1930–1931 rektorem univerzity.

## Dílo
Zabýval se lidovou písní, Kralickou biblí, barokním divadlem, dílem Tomáše ze Štítného. Celý život se věnoval studiu díla Jana Amose Komenského, byl spoluvydavatelem jeho spisů a napsal monografii o jeho kazatelství, která vyšla až posmrtně roku 1938. Zabýval se i novější literaturou, např. analyzoval pověsti Boženy Němcové a provedl rozbor některých Nerudových balad a romancí.

### Knižní vydání
- Paul Fredericq o účincích věrověstné činnosti Říma a Byzance na literární rozvoj národů obrácených na křesťanství (úvaha, nákladem vlastním, Brno, 1905)
- Klácelova "Filosofie řeči české" a spor jí vznícený (vlastním nákladem, Praha, 1906)
- Studie Štítenské (Nákladem České akademie císaře Františka Josefa pro vědy, slovesnost a umění, Praha, 1909)
- O bibli kralické (s ukázkami textu, vydal Moravský svaz osvětový, 1910)
- Vztahy Štítného ke krásnu (vlastním nákladem, Brno, 1910)
- Z dějin hranického školství (vydalo Družstvo knihtiskárny Zábřeh, 1910)
- Domnělá píseň pražských vyhnanců na Slovensko a její slovenské příbuzenstvo (vydala Masarykova universita, Brno, )
- Dvě pozdní mystifikace Hankovy (Nákladem České akademie věd a umění, Praha, 1924)
- Kniha receptů od Jana staršího Kopřivy z let 1640-1641 (nákladem vlastním, Praha, 1926)
- Kšaft umírající matky Jednoty bratrské, kterýmž (v národu a obzvláštnosti své dokonávající) svěřené sobě někdy od Pána Boha poklady mezi syny a dcery a dědice své rozděluje (Autor Jan Amos Komenský, k tisku upravil Stanislav Souček, dřevoryt a vazba Františka Bílka, vydal Karel Reichl, 1927)
- Rakovnická vánoční hra (vydala Filosofická fakulta, Praha, 1929)
- Komenský a české písemnictví jeho doby (Přednáška, kterou proslovil nastupující rektor Ph.Dr. Stanislav Souček Souček, nákl. vlastním, Brno, 1930)
- Komenský jako theoretik kazatelského umění (Nákladem České akademie věd a umění, Praha, 1938)